# Foxwoods Casino

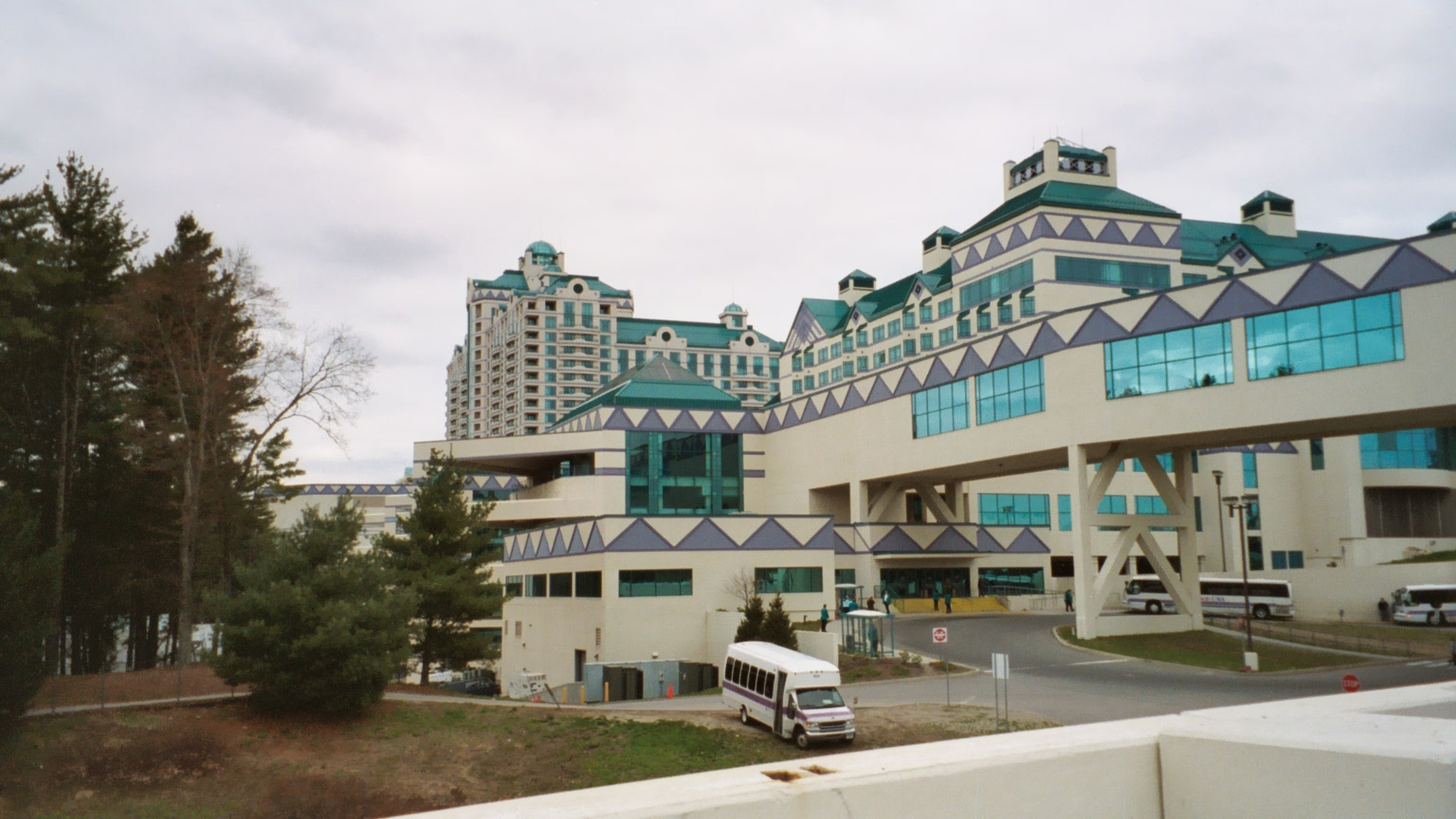

Foxwoods Casino – kasyno w Ledyard, w stanie Connecticut, USA. Obecnie jest trzecim co do wielkości kasynem na świecie. Jest ono prowadzone przez Indian Mashantucket Pequot, a zostało przez nich założone w 1986 roku jako hala do gry w bingo. Obecnie kasyno przynosi milionowe zyski.